# سیارک ۵۸۷
سیارک ۵۸۷ (به انگلیسی: 587 Hypsipyle، نامگذاری:1906TF) پانصد و هشتاد و هفتمین سیارک کشف شده‌است که در ۲۲ فوریه ۱۹۰۶ و در هایدلبرگ کشف شد.
قدر مطلق سیارک برابر ۱۲٫۷۰ است.